# Michael Mayer
Michael Mayer (* 27. června 1960, Bethesda, Maryland, Spojené státy americké) je americký divadelní a filmový režisér a herec. V roce 2007 získal cenu Tony v kategorii nejlepší režie za režii k muzikálu Spring Awakening (Probuzení jara).

## Životopis
Narodil se v Bethesdě ve státě Maryland jako syn Jerryho a Louise Mayerových. Po absolvování střední školy Charlese W. Woodwarda studoval herectví na Newyorské univerzitě, kde v roce 1983 získal titul MFA (magistr umění). Začal vystupovat v divadlech v New Yorku, ale v devadesátých letech obrátil své úsilí k režírování. Pracoval jako profesionál, zatímco také učil na newyorské univerzitě, v divadelním institutu Lincolnova centra a na Juilliardu.

### Brodway
V roce 2007 vyhrál svou první cenu Tony za režii muzikálové adaptace Spring Awakening, která tak získala cenu za nejlepší muzikál. Na cenu Tony byl předtím nominován v roce 2002 ze režii muzikál Thoroughly Modern Millie, který poté režíroval i na londýnském West Endu. Za Spring Awakening a Thoroughly Modern Millie také vyhrál cenu Drama Desk Award za nejlepší režii muzikálu.
Mezi jeho další broadwayské kredity patří The Lion in Winter (1999), revival You're a Good Man, Charlie Brown, Side Man (1998; Drama Desk Award), vítěz ceny Tony z roku 1998 za nejlepší revival, A View from the Bridge od Arthura Millera v hlavních rolích s Anthonym LaPagliou a Brittany Murphy, za který byl nominován na Tony a vyhrál Drama Desk Award a muzikál Triumph of Love, v hlavních rolích se objevili Betty Buckley, Susan Egan a F. Murray Abraham, s hudbou od Jeffreyho Stocka a textem písní od Susan Bikenhead. Pracoval na muzikálu American Idiot, založeném na stejnojmenném albu od hudební skupiny Green Day a v roce 2011 na revivalu On a Clear Day You Can See Forever, kde se v hlavní roli objevil Harry Connick mladší.

### Mimo Broadway
Mezi jeho mimo Broadwayskou práci patří představení The Credeaux Canvas, Stupid Kids, Baby Anger, View of the Dome a Antigone in New York.

### Film a televize
Poté, co po více než patnáct let režíroval broadwayská a mimobroadwayská představení, tak přišel jeho režisérský filmový debut v roce 2004 ve filmu Tři do páru(A Home at the End of the World), v hlavních rolích s Colinem Farrellem a Robin Wright Penn. V roce 2006 režíroval rodinný film Flicka, který se stal hitem v prodejnosti na DVD.
V současné době je jedním z režisérů seriálu televize NBC, Smash.

## Divadelní režie

### Broadway
- On a Clear Day You Can See Forever (2011)
- American Idiot (2010)
- Spring Awakening (2006)
- Thoroughly Modern Millie (2002)
- 'night, Mother  (2004)
- After the Fall (2004)
- An Almost Holy Picture (2002)
- Uncle Vanya (2000)
- You're A Good Man, Charlie Brown (1999)
- Side Man (1998)
- Triumph of Love (1997)

### Mimo Broadway
- Everyday Rapture (2009)
- Our House
- 10 Million Miles
- Spring Awakening
- Missing Persons
- America Dreaming
- Hundreds of Hats

### Národní turné
- Angels in America (1994)

## Filmová a televizní režie
| Rok  | Název       | Poznámky                                |
| ---- | ----------- | --------------------------------------- |
| 2004 | Tři do páru | Filmový debut                           |
| 2006 | Flicka      | Film                                    |
| 2012 | Smash       | Televizní seriál režie několika epizod  |
| 2012 | Do No Harm  | Televizní seriál režisér pilotního dílu |